# SNT Motiv
SNT Motiv (кор. SNT모티브, нов. лат. Eseuenti Motibeu), раніше Daewoo Precision Industries — південнокорейський виробник вогнепальної зброї та автозапчастин. Основний постачальник вогнепальної зброї для південнокорейських збройних сил. Виробничі підприємства розташовані в Південній Кореї, КНР, США, Польщі, Мексиці та Індії.

## Історія
Daewoo Precision Industries Co., Ltd була заснована в грудні 1981 року як дочірня компанія Daewoo і початково окрім виробництва стрілецької зброї виготовляла фортепіано під маркою Sojin (фабрика музичних інструментів Sojin була придбана Daewoo у 1977). У 1986 році компанія зайнялася виробництвом автозапчастин, у 1989 — цифрових піаніно. У грудні 1992 року була зареєстрована на Корейській фондовій біржі. У 1997 році Daewoo припинила виробництво піаніно, продавши більшу частину обладнання Дунбейській фортепіанній фабриці.
Після банкрутства материнської компанії, Daewoo Precision Industries у лютому 2002 була виділена в окрему компанію, а в березні того ж року знову вийшла на корейський фондовий ринок. У червні 2006 більшість її акцій придбав S&T Holdings, і у вересні того ж року назву компанії було змінено на S&T Daewoo. У березні 2012 року компанія була перейменована в S&T Motiv Co., Ltd. У лютому 2021 року S&T Motiv змінила назву на SNT Motiv.

## Вогнепальна зброя

### Власні розробки
- Автомат Daewoo K1 (виробником і армією класифікується як пістолет-кулемет)
- Автомат Daewoo K2
- Легкий кулемет Daewoo K3
- Автоматичний гранатомет Daewoo K4
- Напівавтоматичний пістолет Daewoo K5
- Пістолет-кулемет Daewoo K7
- Автоматно-гранатометний комплекс Daewoo K11 (скасовано)
- Снайперська гвинтівка S&T Motiv K14
- Єдиний кулемет S&T Motiv K16 (початково позначений як K12)
- Підствольний гранатомет STG40
- Пістолет-кулемет STSM21 (9×19mm Parabellum)
- Напівавтоматична снайперська гвинтівка STSR20 (.50 BMG)
- Напівавтоматична снайперська гвинтівка STSR23 (7.62×51мм НАТО)
- Травматичний револьвер STRV9 (9×19mm Parabellum)
- Автоматичний бойовий дробовик Daewoo USAS-12
- Прототип штурмової гвинтівки (буллпап) Daewoo XK8, також відомий як DAR-21 (5,56×45 мм НАТО)
- Прототип пістолета-кулемета XK9 (9×19 мм Parabellum)
- Прототип пістолета-кулемета XK10 (9×19 мм Parabellum)

### Виготовлення за ліцензією
- Штурмова гвинтівка F90
- Штурмова гвинтівка M16A1
- Напівавтоматичний пістолет M1911
- Підствольний гранатомет M203 (під маркою К201, з невеликими вдосконаленнями)
- Кулемет загального призначення M60D